# Izdebki-Wąsy (gromada)
Izdebki-Wąsy – dawna gromada, czyli najmniejsza jednostka podziału terytorialnego Polskiej Rzeczypospolitej Ludowej w latach 1954–1972.
Gromady, z gromadzkimi radami narodowymi (GRN) jako organami władzy najniższego stopnia na wsi, funkcjonowały od reformy reorganizującej administrację wiejską przeprowadzonej jesienią 1954 do momentu ich zniesienia z dniem 1 stycznia 1973, tym samym wypierając organizację gminną w latach 1954–1972.
Gromadę Izdebki-Wąsy z siedzibą GRN w Izdebkach-Wąsach utworzono – jako jedną z 8759 gromad – w powiecie siedleckim w woj. warszawskim, na mocy uchwały nr VI/10/18/54 WRN w Warszawie z dnia 5 października 1954. W skład jednostki weszły obszary dotychczasowych gromad Izdebki-Błażeje, Izdebki-Kosny, Izdebki-Wąsy, Modrzew, Ostoje, Pióry-Pytki i Pióry-Wielkie ze zniesionej gminy Królowa Niwa w tymże powiecie. Dla gromady ustalono 12 członków gromadzkiej rady narodowej.
31 grudnia 1959 z gromady Izdebki Wąsy wyłączono (a) wsie Izdebki Błażeje i Izdebki Kosny, włączając je do gromady Krzesk oraz (b) wsie Ostoje, Pióry Wielkie, Pytki i Modrzew, włączając je do gromady Radzików Wielki w tymże powiecie, po czym gromadę Izdebki Wąsy zniesiono a jej (pozostały) obszar włączono do gromady Krzesk Stary tamże.